# Ryania sauricida
Ryania sauricida är en videväxtart som beskrevs av Henry Allan Gleason. Ryania sauricida ingår i släktet Ryania och familjen videväxter. Inga underarter finns listade i Catalogue of Life.